# Mahmoud Saleh
Pour les articles homonymes, voir Saleh.
Mahmoud Saleh est un homme politique sénégalais, né dans la région de Louga et leader de plusieurs partis politiques, Il est aujourd'hui un membre haut placé de l'Alliance pour la République.  
Diplômé en sociologie, il a été directeur de Cabinet du président Macky Sall, de novembre 2020 à septembre 2022. 
Il a également occupé le  poste de Ministre d'Etat, Directeur de Cabinet Politique et Envoyé Spécial du Président  Macky Sall. 
Monsieur Mahmoud Saleh a également été Ministre Conseiller auprès du Président de la République sous le magistère du Président Abdoulaye Wade. 

## Carrière politique
Fondateur de l'Union pour le socialisme et la démocratie (USD), reconnue en 1982, il fonde en 2000 l'Union pour le renouveau démocratique/Front pour l'alternance (URD/FAL), issu d'une scission d'avec l'Union pour le renouveau démocratique (URD).
Le 6 août 2006 le parti de Saleh change de dénomination et de symbole pour devenir le Nouveau Parti (NP), dans la mouvance présidentielle. Il démissionne du NP en 2010, puis rejoint l'Alliance pour la République (APR-Yakaar), créée par Macky Sall.
En 2011, après une audience controversée que le président de la République a accordée à Saleh, le bruit court que celui-ci pourrait démissionner de l'APR pour revenir vers Abdoulaye Wade.
Cette éventualité n'est pas confirmée et en 2012 Mahmoud intègre l'équipe de campagne de Macky Sall, candidat à l'élection présidentielle sénégalaise de 2012. Monsieur Saleh est connu pour être un fin tacticien politique et Trotskyste.